# Eleição municipal de Erechim em 2016
A eleição municipal em Erechim em 2016 decorreu em 2 de outubro para eleger um prefeito, um vice-prefeito e 17 vereadores, sem a possibilidade de um segundo turno. O prefeito no momento, Paulo Pólis, do PT, visto que exerceu seu primeiro mandato a partir de janeiro de 2009. Os mandatos dos candidatos eleitos nesta eleição durarão ente 1º de janeiro de 2017 a 1º de janeiro de 2021. A propaganda eleitoral gratuita em Erechim foi exibida entre 26 de agosto e 29 de setembro.
Com doze votos de diferença, o candidato da oposição Luiz Francisco Schmidt, do PSDB, derrotou os candidatos Ana Oliveira, do PMDB, e Flávio Tirello, do PSB e foi eleito prefeito.

## Regras
No decorrer do ano de 2015, o Congresso Nacional aprovou uma reforma política, que fez consideráveis alterações na legislação eleitoral. O período oficial das campanhas eleitorais foi reduzido para 45 dias, com início em 16 de agosto, o que configurou em uma diminuição pela metade do tempo vigente até 2012. O horário político também foi reduzido, passando de 45 para 35 dias, com início em 26 de agosto. As empresas passaram a ser proibidas de financiarem campanhas, o que só poderá ser feito por pessoas físicas.
A Constituição estabeleceu uma série de requisitos para os candidatos a cargos públicos eletivos. Entre eles está a idade mínima de 21 anos para candidatos ao Executivo e 18 anos ao Legislativo, nacionalidade brasileira, pleno exercício dos direitos políticos, pelo menos um ano de domicílio eleitoral na cidade onde pretende candidatar-se, alfabetização e filiação partidária até o dia 2 de abril de 2016.

## Debate
O único debate televisivo entre os três candidatos à prefeito foi realizado pela RBS TV, afiliada da Rede Globo, em 29 de setembro de 2016.

## Resultados

### Prefeito
| Candidato(a)                  | Vice                   | 1º turno 2 de outubro de 2016 | 1º turno 2 de outubro de 2016 |
| Candidato(a)                  | Vice                   | Total                         | Percentagem                   |
| ----------------------------- | ---------------------- | ----------------------------- | ----------------------------- |
| Luiz Francisco Schmidt (PSDB) | Marcos Lando (PDT)     | 23.819                        | 39,82%                        |
| Ana Oliveira (PMDB)           | Anacleto Zanella (PT)  | 23.807                        | 39,80%                        |
| Flávio Tirello (PSB)          | Elio Spanhol (REDE)    | 12.190                        | 20,38%                        |
| Total de votos válidos        | Total de votos válidos | 59.816                        | 91,13%                        |
| → Votos em branco             | → Votos em branco      | 2.055                         | 3,13%                         |
| → Votos nulos                 | → Votos nulos          | 3.767                         | 5,74%                         |
| Total                         | Total                  | 65.638                        | 84,69%                        |
| Abstenções                    | Abstenções             | 11.959                        | 15,41%                        |
| Total de inscritos            | Total de inscritos     | 77.597                        | 100%                          |

### Vereadores eleitos
| Partido | Partido | Candidato | Candidato               | Votos populares | Votos populares |
| Partido | Partido | Número    | Nome                    | Votos           | %               |
| ------- | ------- | --------- | ----------------------- | --------------- | --------------- |
|         | PTB     | 14777     | Claudemir de Araújo     | 1.905           | 3,14%           |
|         | PT      | 13690     | Alderi Oldra            | 1.377           | 2,27%           |
|         | PMDB    | 15500     | Nadir Barbosa           | 1.319           | 2,17%           |
|         | PT      | 13123     | Lucas Farina            | 1.272           | 2,10%           |
|         | PMDB    | 15999     | Mário Rossi             | 1.269           | 2,09%           |
|         | PMDB    | 15111     | Rafael Ayub             | 1.230           | 2,03%           |
|         | PSDB    | 45555     | Renan Soccol            | 1.120           | 1,85%           |
|         | PDT     | 12300     | Professor André Jucoski | 1.073           | 1,77%           |
|         | PSDB    | 45021     | Emerson Schelski        | 983             | 1,62%           |
|         | PRB     | 10100     | Leandro Basso           | 963             | 1,59%           |
|         | PT      | 13200     | Serginho                | 927             | 1,53%           |
|         | PV      | 43456     | Ilgue Rossetto          | 753             | 1,24%           |
|         | PSB     | 40040     | Ale Dal Zotto           | 742             | 1,22%           |
|         | PP      | 11888     | Tia Eni                 | 698             | 1,15%           |
|         | PDT     | 12000     | Flavinho Barcellos      | 688             | 1,13%           |
|         | PSD     | 55555     | Pimenta                 | 580             | 0,96%           |
|         | PC do B | 65123     | Sandra Picoli           | 517             | 0,85%           |

#### Resumo geral
| Tipo de votos válidos   | Tipo de votos válidos   | Tipo de votos válidos |
| ----------------------- | ----------------------- | --------------------- |
| Votos nominais          | 95,21%                  | 57.795                |
| Votos em legenda        | 4,79%                   | 2.908                 |
| Total de votos válidos  | Total de votos válidos  | 60.703                |
| Votos apurados          |                         |                       |
| Votos válidos           | 92,48%                  | 60.703                |
| Votos em branco         | 4,09%                   | 2.686                 |
| Votos nulos             | 3,43%                   | 2.249                 |
| Total de votos apurados | Total de votos apurados | 77.597                |
| Eleitores               |                         |                       |
| Comparecimento          | 84,59%                  | 65.638                |
| Abstenções              | 15,41%                  | 11.959                |
| Total de eleitores      | Total de eleitores      | 77.597                |